# Werkfeuerwehr Forschungszentrum Jülich
Die Werkfeuerwehr Forschungszentrum Jülich ist die Werkfeuerwehr der Forschungszentrum Jülich GmbH,  eine angeordnete Werkfeuerwehr. Sie stellt den Brandschutz auf dem ca. 2,2 km² großen Gelände des Forschungszentrums Jülich und seinem Umfeld sicher. Neben der Brandbekämpfung und technischen Hilfe ist sie besonders auch im Bereich des vorbeugenden Brand- und Gefahrenschutzes tätig.

## Aktive Feuerwehr
Die aktiven Feuerwehrangehörigen haben eine dem feuerwehrtechnischen Dienst dienliche Berufsausbildung (z. B. handwerkliche Lehre) absolviert. Anschließend wurden sie für den Feuerwehrdienst und besonders den Dienst in der Werkfeuerwehr ausgebildet. Neben ihrem alltäglichen Dienst müssen die Feuerwehrleute an Aus- und Fortbildungen teilnehmen, um mit der technischen Entwicklung und den sich ändernden Aufgabenfeldern Schritt halten zu können.

## Geschichte
Im Jahre 1960 wurde die Werkfeuerwehr auf Anordnung der damaligen Bezirksregierung Aachen aufgrund der im Bau befindlichen Reaktoren und Institute gegründet. Mit der Inbetriebnahme der Reaktoren wurde der eingerichteten Feuerwehr am 19. Juni 1962, durch den Regierungspräsidenten, die Anerkennung als Werkfeuerwehr ausgesprochen. Dabei wurde damals festgelegt, dass die Werkfeuerwehr mit 20 hauptamtlichen Kräften (Zugstärke) rund um die Uhr vor Ort sein muss. Heute ist die Werkfeuerwehr mit 16 Feuerwehrangehörigen ständig präsent.
1970 wurde zur Unterstützung der hauptamtlichen Kräfte eine nebenberufliche Einheit der Werkfeuerwehr gegründet. Die Mannschaftsstärke dieser Einheit beträgt etwa 30 Feuerwehrangehörige.

## Ausstattung
Zu den Einsatzfahrzeugen gehören neben verschiedenen Tanklöschfahrzeugen, Mannschaftstransportfahrzeuge und Krankentransportwagen auch eine Teleskopmastbühne, ein Gerätewagen für Atem- und Strahlenschutz und andere Spezialfahrzeuge (z. B. Hilfeleistung-Tanklöschfahrzeug, Schaummittelanhänger, Altölanhänger).

## Aus- und Weiterbildungsangebote
Neben den Kernaufgaben der Werkfeuerwehr werden für Mitarbeiter des Forschungszentrums Jülich verschiedene Aus- und Weiterbildungskurse angeboten. Dazu gehören u. a. die Brandschutzhelferausbildung, Unterweisungen über Gaslöschanlagen und verschiedene Atemschutzausbildungen.